# Wilhelm Löhr
Wilhelm Christian Löhr (* 15. März 1889 in Hohensolms, Kreis Wetzlar; † 20. September 1941 in Magdeburg) war ein deutscher Chirurg.

## Leben und Wirken
Der Sohn des Pastors Wilhelm Löhr studierte nach dem Abitur am Barmer Gymnasium 1908 Humanmedizin an den Universitäten in Gießen, Berlin, Bonn, München und Kiel. 1908 wurde er Mitglied der Burschenschaft Alemannia Gießen. Er war auch Mitglied der Burschenschaft Germania Berlin. 1914 wurde er an der Christian-Albrechts-Universität Kiel zum Dr. med.  promoviert. Nach internistischer und pathologisch-anatomischer Grundausbildung bei Richard Lenzmann in Duisburg und Johann Georg Mönckeberg in Düsseldorf arbeitete er bei seinem Schwager Wilhelm Anschütz in Kiel. Dort habilitierte er sich 1923 mit der Arbeit Über Allgemeinreaktionen des Körpers bei der Wundheilung nichtinfizierter Wunden und inkomplizierter Frakturen. Löhr wurde 1927 wurde außerordentlicher Professor. Von 1931 bis 1937 war er Direktor der Chirurgischen Klinik des Krankenhauses Magdeburg-Altstadt. 1937 wurde er Nachfolger von Walther Wendel als Leiter der Chirurgischen Klinik des Krankenhauses Magdeburg-Sudenburg. 1941 starb Löhr an Tuberkulose.
Seine Hauptarbeitsgebiete waren postoperativer Stoffwechsel, Bakteriologie, Adnexerkrankungen, ischämische Kontraktur, Osteochondritis dissecans und Krampfaderbehandlung.
Er war verheiratet mit Elisabeth von Mikulicz, Tochter des Chirurgen Johann von Mikulicz. Er war Vater des Kieler Chirurgen Berthold Löhr und Großvater des Orthopäden Joachim Löhr. Sein Bruder war der Kieler Internist Hanns Löhr.

## Schriften
- Dauerresultate operativ behandelter Magenulcera. Vogel, Leipzig 1916 (Dissertation, Universität Kiel, 1916).
- Über Allgemeinreaktionen des Körpers bei der Wundheilung nichtinfizierter Wunden und inkomplizierter Frakturen. In: Deutsche Zeitschrift für Chirurgie. Bd. 183, H. 1/2, November 1923, S. 1–54, DOI:10.1007/BF02793463 (Habilitationsschrift, Universität Kiel, 1923).
- mit Lissie Rassfeld: Die Bakteriologie der Wurmfortsatzentzündung und der appendikulären Peritonitis. Thieme, Leipzig 1931.
- mit Walter Jacobi: Die kombinierte Encephal-Arteriographie, ihre Technik und ihre Gefahren. In: Chir. Band 5, (Thieme, Leipzig) 1933, S. 81 ff.
- mit Walter Jacobi und Otto Wustmann: Über die Darstellung des zentralen und peripheren Nervensystems im Röntgenbild. Mit einem pathologisch-anatomischen Beitrag von Julius Hallervorden. Barth, Leipzig 1934.
- Wundheilung. Barth, Leipzig 1937.